# Multen
Multen är en sjö i Lekebergs kommun i Närke och ingår i Norrströms huvudavrinningsområde. Sjön är 26 meter djup, har en yta på 4,02 kvadratkilometer och befinner sig 112,1 meter över havet. Sjön avvattnas av vattendraget Lillån. Vid provfiske har bland annat abborre, braxen, gers och gädda fångats i sjön.

## Trumön
Vid sjöns nordöstra del ligger halvön Trumön. Man tror att trumön fått sitt namn från sin runda form. 

## Utlopp
Multens utlopp utgörs av Mullån som senare mynnar ut i Svartån efter att ha passerat Mullhyttan.

## Skildringar
Poeten Jerimias i Tröstlösa blev lyrisk när tillsammans med kamrater gjorde en vandring runt sjön 1924, han beskrev Multen:
”Som en stor fjäril med utbredda vingar ligger Multen i Kvistbroskogen. Vingarna skimra vackert när solen skiner på dem. Synar man dem närmare, kommer man snart underfund med att de är ganska oregelbundna, ty vingarna, fjädrarna, ha många uddar och vikar.”

## Badplatser

### Sixtorp
Vid gammelhyttevikens norra strand ligger Sixtorps badplats. Sixtorp förvaltas av Naturskyddsföreningen i västernärke.

### Brogalandet
Vid Multens östra strand i Brogaviken (förr vårviken) ligger Brogalandets badplats. Badplatsen förvaltas av Mulhyttans IF.

### Trumöns nakenbad
På trumöns östra strand har Naturistföreningen Bergslagens Solsport (NBS) ett nakenbad öppet för allmänheten.

## Delavrinningsområde
Multen ingår i delavrinningsområde (656300-143286) som SMHI kallar för Utloppet av Multen. Medelhöjden är 156 meter över havet och ytan är 31,31 kvadratkilometer. Det finns inga avrinningsområden uppströms utan avrinningsområdet är högsta punkten. Lillån som avvattnar avrinningsområdet har biflödesordning 2, vilket innebär att vattnet flödar genom totalt 2 vattendrag innan det når havet efter 262 kilometer. Avrinningsområdet består mestadels av skog (75 procent). Avrinningsområdet har 4,73 kvadratkilometer vattenytor vilket ger det en sjöprocent på 15,1 procent.

## Fisk
Vid provfiske har följande fisk fångats i sjön:
- Abborre
- Braxen
- Gärs
- Gädda
- Lake
- Mört
- Nors
- Siklöja
- Sutare